# Coll del Gran Sant Bernat
El Pas del Gran Sant Bernat o Coll del Gran Sant Bernat (en francès Col du Grand Saint-Bernard, en italià colle del Gran Sant Bernardo) és un serral o port de muntanya entre Aosta (Itàlia) i Martigny (Suïssa), amb una altitud del 2.473 msnm. Té una carretera asfaltada amb un pendent del 11% que va ser construïda en 1905. Pot estar tancat d'octubre a maig.

## Història
En temps dels romans, sobre el serral es va edificar el temple dedicat a Júpiter Penino, d'aquí l'antic nom de Port de Muntanya Júpiter, després Col de Mons Joux. El pas constitueix una important via de comunicació a través dels Alps.
En 1035, es va construir sobre el pas un hospital d'una congregació de canonges regulars, per obra de Bernat de Menthon, amb la finalitat de recobrar, assistir i protegir els nombrosos viatgers. A partir del segle XVI almenys, els canonges de l'hospital tenien grans gossos que amb el temps van ser coneguts com a raça Sant Bernat, que ajudaven al rescat dels viatgers.
Pel Gran Sant Bernat passa la Ruta de Peregrinació Via Francígena.

## Ciclisme
El Gran Sant Bernat ha estat ascendit en 11 ocasions, 6 vegades en el Giro d'Itàlia i 5 en el Tour de França, aquesta última en 2009.
El port té dues variants, les dues pràcticament igual d'extremes: la nord i la sud.
Vessant Nord
Aquest vessant comença a la ciutat de Martigny, gens més descendir el Coll de Forclaz (HC). Durant 41,5 km, el port ascendeix més de 1980 m, amb un pendent mitjà del 4,8% tenint becs del 10%. També arriba als 2473 metres d'altitud, sent un dels més alts en els Alps. Gràcies a aquestes xifres és considerat un colós dels Alps i un dels més durs d'Europa.
Vessant Sud
Aquest vessant comença a la ciutat italiana d'Aosta i és exactament igual de dur que l'anterior vessant. Ascendeix 1874 m durant 33,1 km al 5,7%, sempre amb un pendent molt constant. Tant en aquesta com en l'anterior vessant, la neu copa el paisatge del port. Encara que és una mica menys dura, aquest vessant no té gens que envejar a la nord, ja que se segueix considerat un autèntic colós.
Llista d'ascensions
Grans ciclistes han culminat primers el cim del Gran Sant Bernat, tant en el Giro com el Tour. Encara que no moltes vegades, sempre que passava l'escamot pel Gran Sant Bernat hi havia batalla i bon ciclisme. Els corredors que han passat en primer lloc pel cim del port són:
| Any  | Líder de l'etapa en el cim | Grans Voltes      |
| ---- | -------------------------- | ----------------- |
| 2009 | Franco Pellizotti          | Tour de França    |
| 2006 | Sandy Casar                | Giro d'Itàlia     |
| 1996 | Laurent Roux               | Giro d'Itàlia (2) |
| 1996 | Mariano Piccoli            | Giro d'Itàlia     |
| 1985 | Rafael Acevedo             | Giro d'Itàlia     |
| 1966 | Martin Van den Bossche     | Tour de França    |
| 1963 | Vito Taccone               | Giro d'Itàlia     |
| 1963 | Federico Bahamontes        | Tour de França    |
| 1959 | Charly Gaul                | Giro d'Itàlia     |
| 1959 | Carmelo Morales Erostarbe  | Tour de França    |
| 1949 | Gino Bartali               | Tour de França    |

## Travessa dels Alps de Napoleó

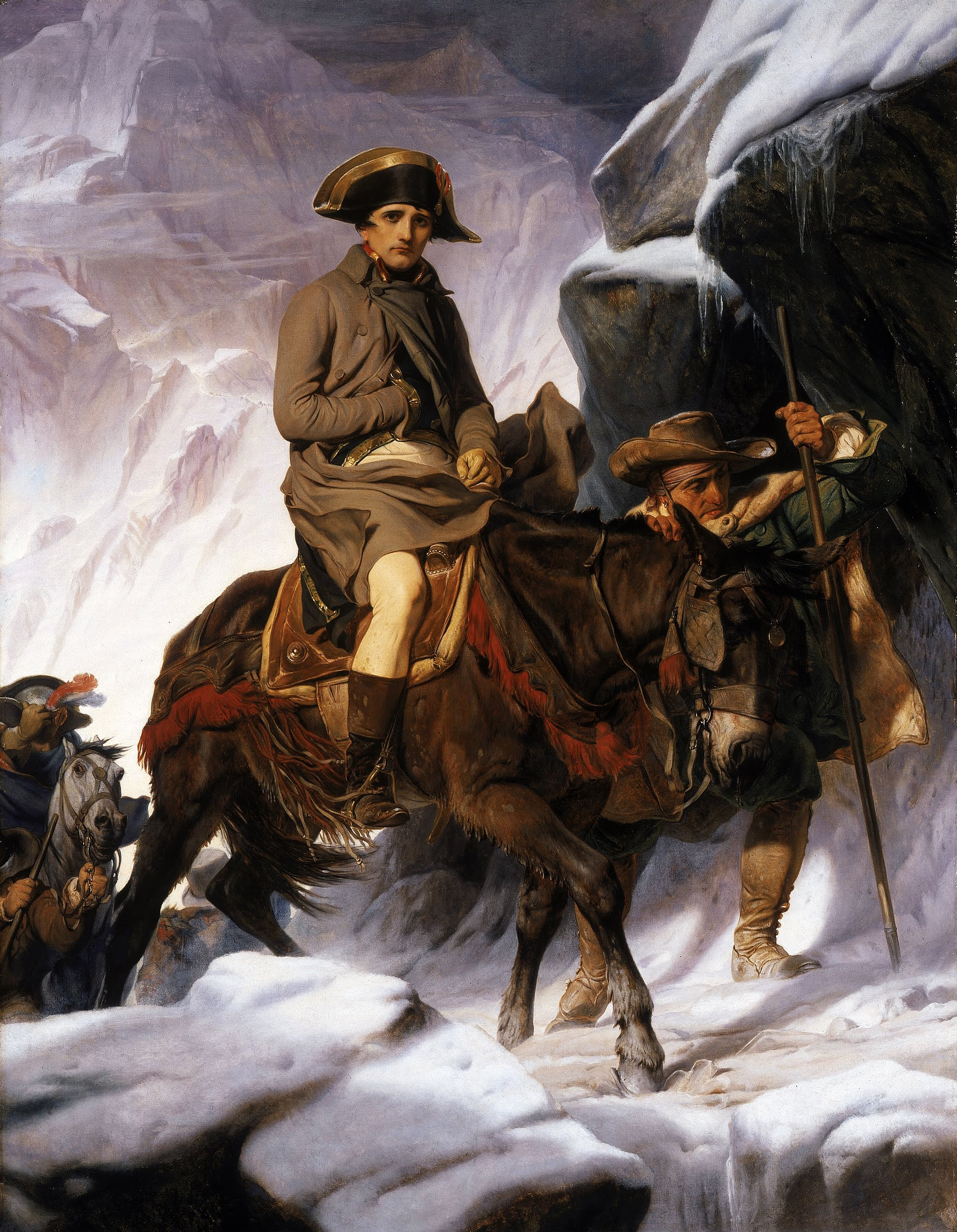
Travessa dels Alps de Napoleó.

Com a part de la seva campanya de 1798 durant les Guerres Revolucionàries Franceses, Napoleó va preparar la invasió i conquesta d'Egipte, el qual en aquesta època era una província de l'Imperi otomà. Una acció militar com aquesta prometia grans beneficis, com per exemple assegurar els interessos comercials de França i impedir l'accés dels britànics a l'Índia. Per al primer de juliol d'aquest mateix any, Napoleó havia desembarcat en la costa egípcia. No obstant això, després d'una perllongada cadena de conflictes que van resultar en enormes pèrdues, la campanya va acabar amb la victòria otomà-britànica i Napoleó va haver de tornar a França.
Quan va arribar, va trobar que en la seva absència, les forces austríaques havien tornat a prendre Itàlia. Per recuperar el seu avantatge, va planejar llançar un assalt sorprenent sobre l'exèrcit austríac destinat en la República Cisalpina. Basat en el cas que els austríacs mai esperarien que el gran exèrcit napoleònic fos capaç de travessar els Alps, va optar per prendre aquesta ruta, triant el pas més curt (el Coll del Gran Sant Bernat), que li permetria aconseguir la seva destinació tan veloçment com era possible.
El 15 de maig de 1800, Napoleó i el seu exèrcit de 40.000 homes —sense incloure l'artilleria de campanya i els vagons de càrrega— (35.000 d'artilleria lleugera i infanteria, i 5.000 de cavalleria) van començar l'ardu viatge per les muntanyes.[n. 2] Durant els cinc dies que va demorar l'encreuament del pas, l'exèrcit napoleònic va consumir gairebé 22.000 ampolles de vi, més d'una tona i mitja de formatge i prop de 800 quilos de carn.
Després de creuar els Alps, Napoleó va començar les operacions militars contra l'exèrcit austríac. Malgrat el començament amb mals auspicis de la campanya, les forces austríaques van ser obligades a retrocedir fins a Marengo després de gairebé un mes. Allí va ser on el 14 de juny va tenir lloc una gran batalla que va acabar amb l'evacuació d'Itàlia per part dels austríacs. Encara que l'exèrcit de Napoleó va resultar victoriós, va ser qui va patir més baixes: aproximadament 1.100 enfront de les 960 baixes dels austríacs.[n. 3]